# بخش پورتر (شهرستان سیوتو، اوهایو)
بخش پورتر (به انگلیسی: Porter Township) یک منطقهٔ مسکونی در ایالات متحده آمریکا است که در شهرستان سیوتو، اوهایو واقع شده‌است.
 بخش پورتر ۵۴٫۸ کیلومتر مربع مساحت و ۹٬۹۱۸ نفر جمعیت دارد و ۲۰۱ متر بالاتر از سطح دریا واقع شده‌است.